# Eldorado (EP)
Eldorado es un EP del músico canadiense Neil Young publicado por la compañía discográfica Reprise Records en abril de 1989.
El álbum, acreditado a Neil Young & The Restless, fue publicado exclusivamente en Japón y Australia y contiene diferentes mezclas de tres canciones que fueron posteriormente publicadas en el álbum Freedom: «Don't Cry», «On Broadway» y «Eldorado», así como dos temas no disponibles en otros discos, «Cocaine Eyes» y «Heavy Love».
Chad Cromwell y Rick Rosas, integrantes de The Restless, volvieron a trabajar con Young en trabajos posteriores como Prairie Wind (2005), Living with War (2006) y Fork in the Road (2009).

## Lista de canciones
Todas las canciones escritas y compuestas por Neil Young excepto donde se anota. 
| N.º | Título         | Escritor(es)                                         | Duración |  |
| 1.  | «Cocaine Eyes» |                                                      | 4:24     |  |
| 2.  | «Don't Cry»    |                                                      | 5:00     |  |
| 3.  | «Heavy Love»   |                                                      | 5:09     |  |
| 4.  | «On Broadway»  | Barry Mann, Cynthia Weil, Jerry Leiber, Mike Stoller | 4:%7     |  |
| 5.  | «Eldorado»     |                                                      | 6:03     |  |

## Personal
- Neil Young: guitarra y voz
- Chad Cromwell: batería
- Rick "The Bass Player" Rosas: bajo